# Diocèse de Cruz del Eje

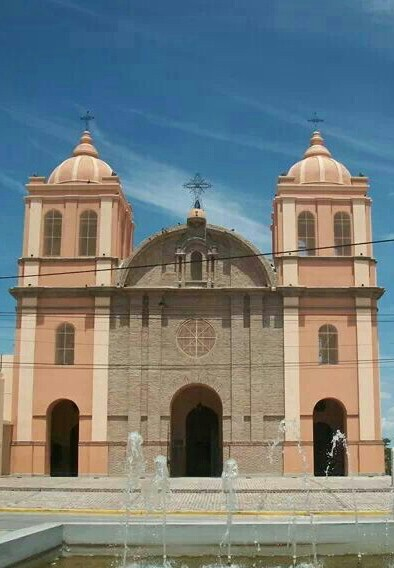
cathédrale Nuestra Sra del Carmen diocèse de Cruz del Eje

Le diocèse de Cruz del Eje (en latin : Dioecesis Crucis Axeatae ; en espagnol : Diócesis de Cruz del Eje) est un diocèse de l'Église catholique en Argentine, suffragant de l'archidiocèse de Córdoba.

## Territoire
Il comprend plusieurs départements de la province de Córdoba : Cruz del Eje, Minas, Pocho, San Alberto, San Javier et la partie nord du département de Punilla avec l'autre partie gérée par l'archidiocèse de Córdoba. 
Il possède un territoire d'une superficie de 22 242 km2 divisé en 20 paroisses. Le siège épiscopal est dans la ville de Cruz del Eje avec la cathédrale Notre-Dame-du-Mont-Carmel. À Villa Dolores se trouve la basilique mineure Notre-Dame-des-Douleurs et la ville de Villa Cura Brochero est un lieu de pèlerinage auprès de saint José Gabriel del Rosario Brochero.

## Historique
Le diocèse est érigé le 12 août 1963 par la constitution apostolique Ecclesia Christi du pape Paul VI en prenant sur le territoire de l'archidiocèse de Córdoba dont Cruz del Eje devient suffragant.
Par la lettre apostolique Quoniam decet du 12 octobre 1964, Paul VI confirme que la Vierge Marie honorée sous le vocable de Notre-Dame du Mont-Carmel est la patronne principale du diocèse.
Il cède une portion de son territoire le 25 juin 1980 pour l'érection de la prélature territoriale de Deán Funes.
Le 1er novembre 2009, la cathédrale du diocèse est transférée de l'église Notre-Dame de la Vallée à celle de Notre-Dame du Mont Carmel par le décret Cathedralis titulus de la congrégation pour les évêques.

## Évêques
- Enrique Pechuán Marín (18 août 1963 - 16 décembre 1983)
- Omar Félix Colomé (27 septembre 1984 - 24 juin 2008)
- Santiago Olivera (24 juin 2008 - 28 mars 2017), nommé à l'ordinariat militaire d'Argentine
- Hugo Ricardo Araya depuis le 2 août 2017